# Кайроли, Бенедетто
Бенеде́тто Кайро́ли (итал. Benedetto Cairoli) (1825—1889) — итальянский политик и государственный деятель, дважды возглавлял кабинет министров Италии.

## Биография
Бенедетто Кайроли родился в итальянском регионе Ломбардия в городе Павия 28 января 1825 года.
Ещё будучи студентом юридического факультета, Кайроли, в 1848 году, выступил в качестве волонтёра. В 1859 году он был посредником между патриотами Генуи и Ломбардии, а также волонтёром в отряде альпийских стрелков под командою Джузеппе Гарибальди.
В 1860 году во время сицилийской экспедиции он был одним из знаменитой «тысячи» и командовал седьмой ротой, которую Гарибальди называл «ядром героев». При взятии Палермо Бенедетто был серьёзно ранен в ногу.
В 1860 году он был избран депутатом и занял место в крайней левой партии, вместе с Гарибальди, с которым и вышел в отставку в начале 1864 года. Вскоре он снова был избран членом палаты и в 1867—1870 годах был одним из её вице-президентов.

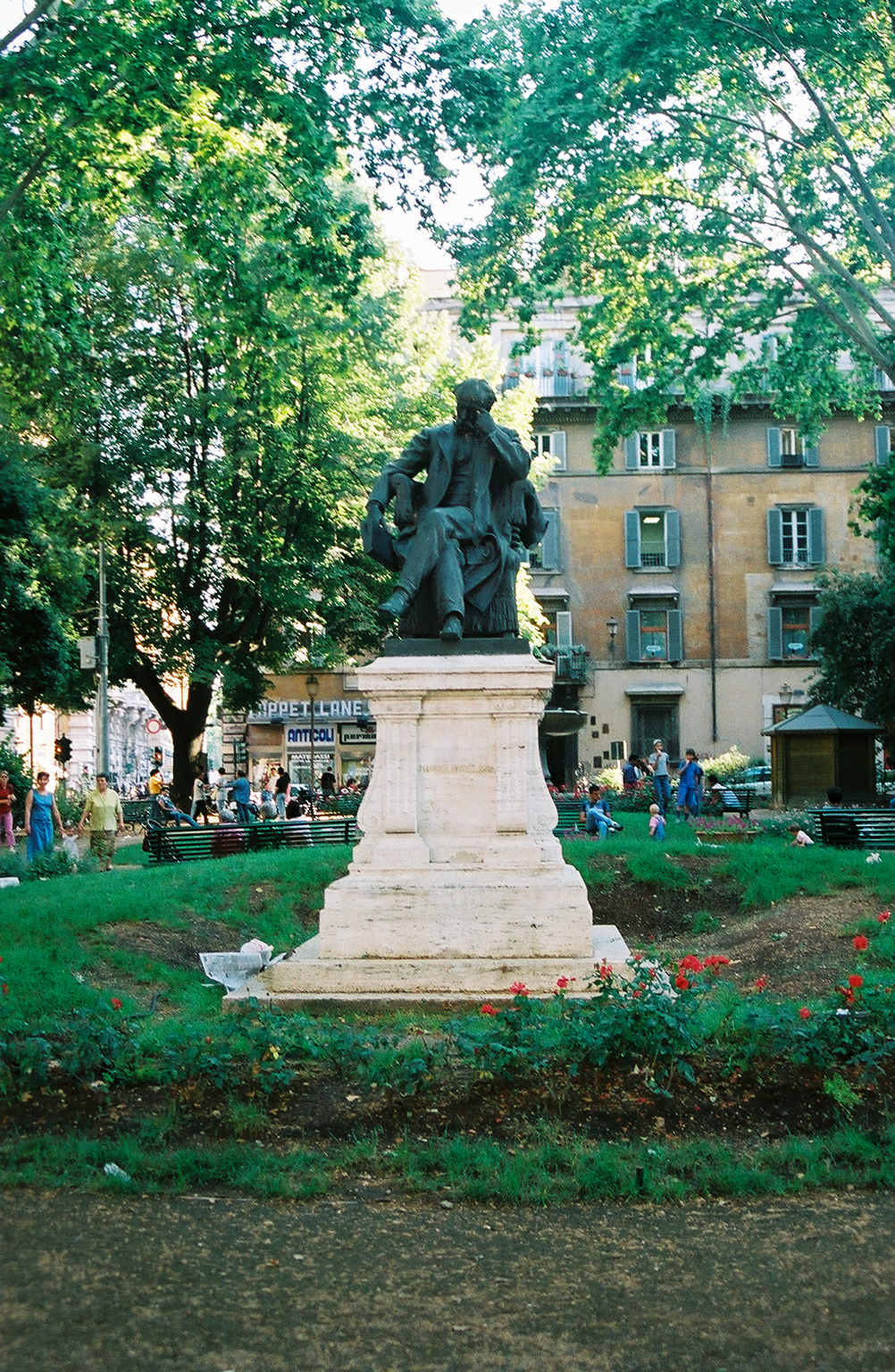
Памятник Кайроли в Риме

Когда Агостино Депретис стал министром, в 1876 году, Кайроли заменил его в качестве предводителя левой партии, а в марте 1878 года избран был президентом палаты. В том же месяце, после падения министерства Депретиса-Криспи, король Италии Умберто I поручил Кайроли образовать кабинет, в котором он взял портфель министра иностранных дел.
Однако, вследствие раздоров в партии прогрессистов, Кайроли не мог обеспечить себе большинства в итальянском парламенте, и в декабре того же года уступил место Депретису. В июле 1879 года Бенедетто вновь стал во главе министерства и, ввиду продолжавшихся раздоров, соединился с Депретисом, которого привлёк в состав министерства.
Группы Криспи и Никотеры примкнули к правой и вынудили короля распустить палату, в мае 1880 года Кабинет Кайроли-Депретиса просуществовал еще год и успел провести несколько важных мероприятий.
В мае 1881 года Бенедетто вышел в отставку, вследствие интерпелляций по тунисскому вопросу, и главой кабинета стал Депретис.
Впоследствии Кайроли вошел, вместе с Никотерой, Дзанарделли и Баккарини, в состав «Пентархии» — политической группы, которую образовал Криспи, явившийся главным деятелем её и при её посредстве открывший себе путь к власти. Популярности имени Кайроли содействовала также геройская смерть четырех его братьев, которые пали в борьбе за независимость и свободу Италии в 1859—1867 годах. В их честь, в 1883 году, воздвигнут памятник на Монте-Пинчио, в Риме.
Воспитавшую их мать, Аделаиду Кайроли, отличавшуюся высокими нравственными качествами, называли «матерью Гракхов» (ум 1872).
Кайроли Бенедетто скончался в Неаполе 8 августа 1889 года.